# أكمية لينة
أكمية لينة (الاسم العلمي: Aechmea mollis) هو نوع نباتي يتبع جنس الأكمية من فصيلة البروميلية.